# رنو سپند ۲
رنو سپند ۲ یک خودرو تولید شده توسط شرکت پارس خودرو است که در واقع همان رنو ۵ است و فقط اندکی در نمای ظاهری با آن تفاوت دارد. تولید این خودرو در سال ۱۳۷۸ (۲ سال بعد از آغاز تولید سپند) به عنوان جانشین سپند آغاز شد و ۴۰۵۰۱ دستگاه از این خودرو تولید شد. این خودرو به دلیل ظاهر زشت‌تر بعدها توسط بسیاری از مالکان با تعویض قطعات ظاهری به سپند معمولی تغییر یافت. نمونه‌ای از این خودرو تحت نام سپند جوانان در بین سال‌های ۷۹ تا ۸۱ در تیراژ ۲۰۲۲ دستگاه تولید شد.سپند جوانان یا سپند جی تی با رینگ های آلومینیومی سپرها و آینه و دستگیره های هم رنگ بدنه و کاربراتور ساخت رومانی با دهانه بزرگتر تولید شد
همچنین غربیلک فرمان خودروهای سپند از مدلهای رنو متفاوت بود که مشابه مدلهای دیگر رنو فرانسه میباشد  تولید این خودرو در چند سال بعد متوقف شد و این خودرو جای خود را به خودروی رنو پی‌کی داد.

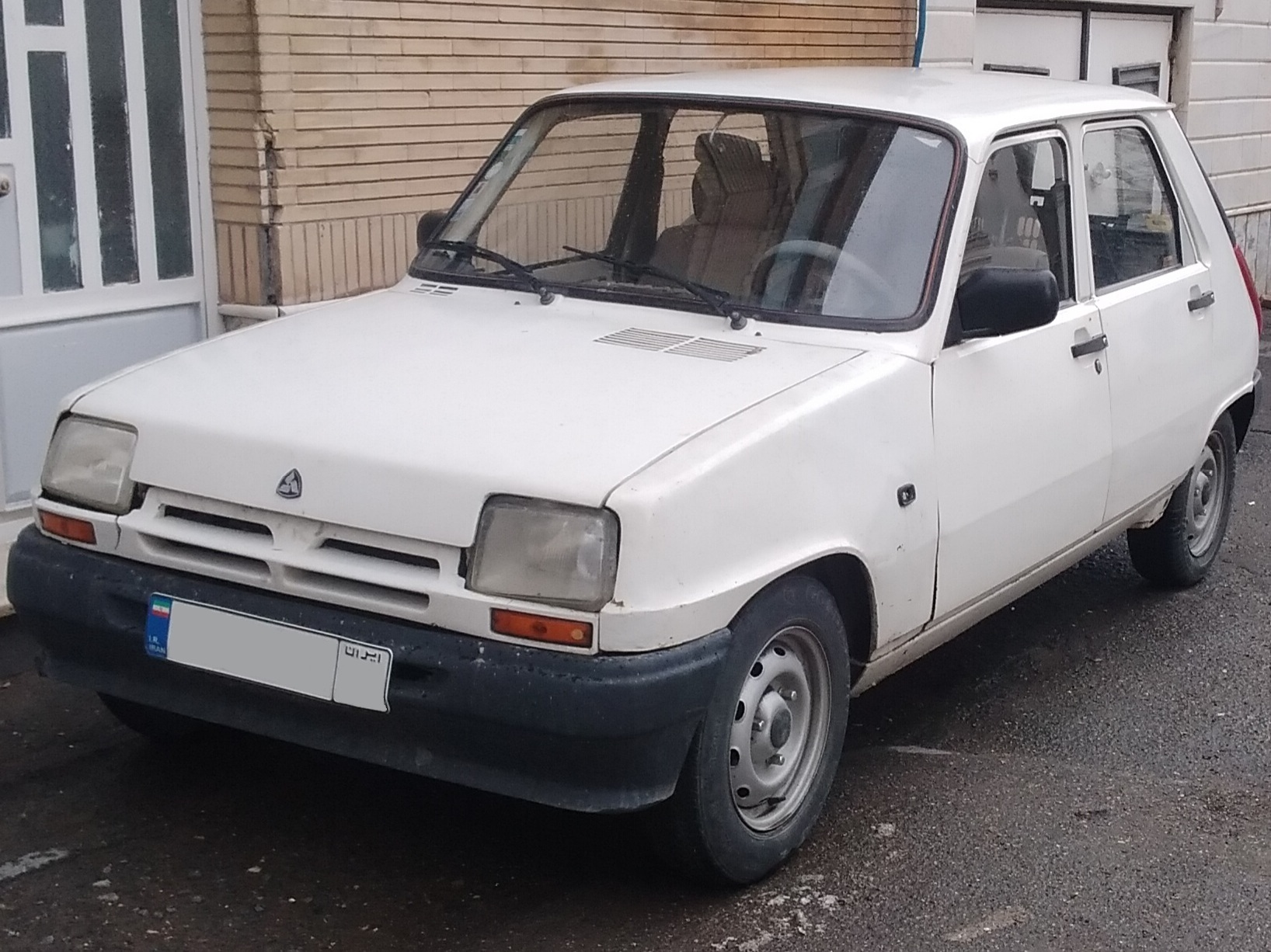
نمای جلو
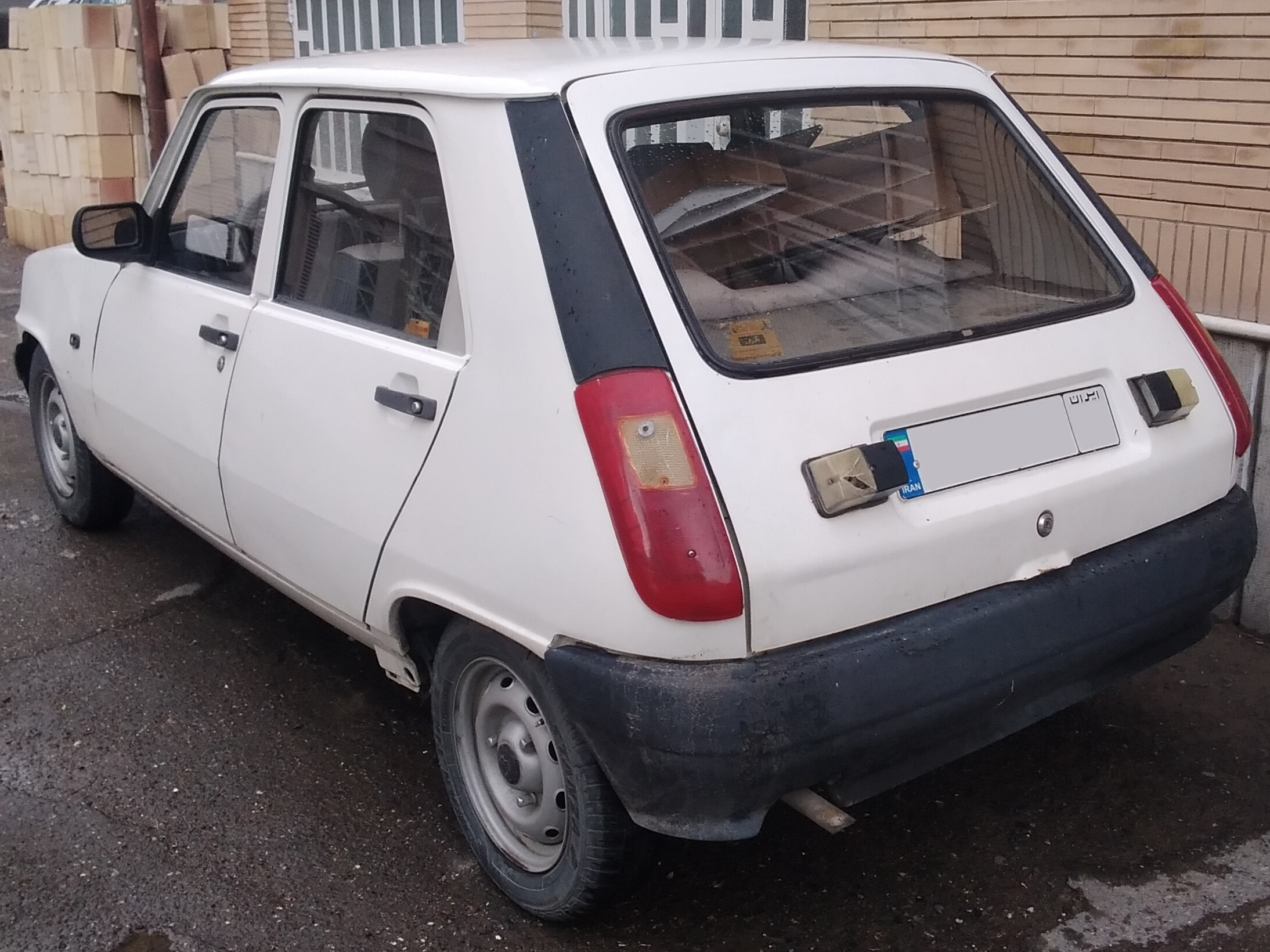
نمای عقب